# Ottenburg
Ottenburg (Frans: Ottembourg) is een dorp in de Belgische provincie Vlaams-Brabant en een deelgemeente van Huldenberg. Ottenburg ligt vlak bij de taalgrens en telt ongeveer 2.300 inwoners.
Ottenburg was een zelfstandige gemeente tot aan de gemeentelijke herindeling van 1977.

## Geografie
De geografie is licht heuvelachtig met akkers en weideland, er is ook redelijk wat bebossing (waaronder het Rodebos en het Rondebos). Deze verscheidenheid zorgt ervoor dat er een aantal mooie landschappen zijn, die typerend zijn voor de streek van de Brabantse Ardennen.

## Geschiedenis
Onder het ancien régime was Ottenburg een zelfstandige heerlijkheid, die juridisch onder de meierij van Lubbeek viel, in het kwartier van Leuven van het hertogdom Brabant. Na de Franse invasie werd Ottenburg als gemeente ingedeeld bij het kanton Zoutleeuw van het Dijledepartement. De gemeente bleef zelfstandig tot ze in 1977 bij Huldenburg gevoegd werd.

## Bezienswaardigheden

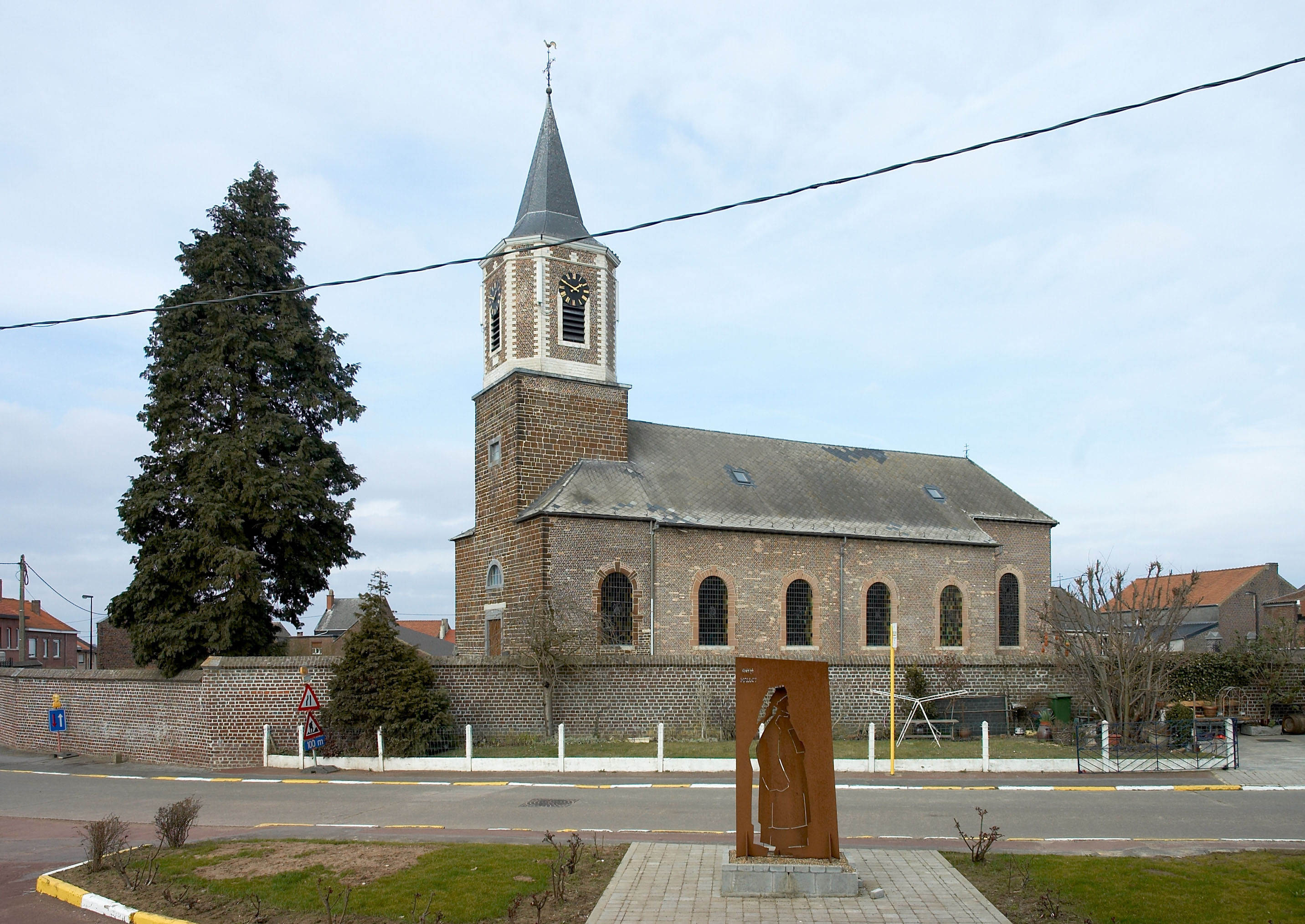
Sint-Nicolaaskerk uit 1777. De toren dateert uit 1840

- Een aantal typische Brabantse vierkantshoeves of -boerderijen
- De Sint-Nicolaaskerk met ommuurd kerkhof
- De Tomme, een door mensen aangelegde verhevenheid in het landschap, mogelijk 6000 jaar oud en daarmee mogelijk het oudste archeologisch relict in de Lage Landen[2]Destijds sprak men soms van het Romeins graf maar deze langwerpige heuvel, mogelijks een 'long barrow'[3], is veel ouder. Men dateerde hem in het recente verleden als zijnde uit de Michelsbergcultuur. Sommige archeologen spraken zich in het verleden uit als was er sindsdien lokaal permanente bewoning in dit dorp. Deze wijk van Ottenburg herbergt tevens nog minstens een aarden wal die nog deels zichtbaar is in het Krakelbos waar hij tevens over de huidige taalgrens heen op Grez-Doiceau ligt.

## Natuur en landschap
Ottenburg ligt op het Brabants Plateau, op een hoogte van 35-109 meter. Waterlopen zijn de Dijle in het oosten en de Laan in het westen. De Lijkstraatbeek omtspringt hier en komt uit in de Laan. Van de bossen kan worden genoemd: Wolfsbos, Rodebos en -in Wallonië- het Bois de Laurensart.

## Demografische ontwikkeling
- Bronnen:NIS, Opm:1831 tot en met 1970=volkstellingen; 1976 = inwoneraantal op 31 december

## Cultuur

### Dialect
De officiële taal is uiteraard het Nederlands maar vele geboren en getogen Ottenburgenaars kiezen voor het Ottenburgs om met elkaar te communiceren. Dit is het plaatselijke Brabantse dialect, waarover reeds een boek is geschreven.

### Lokale specialiteiten
De Ottenburgse kaastaart is vrij gekend. Enkele van haar ingrediënten: rum, amandeltinctuur en een dun laagje appelmoes (lokaal: appelspijs). De kaastaart is zowel in Vlaams-Brabant als Waals-Brabant als streekproduct erkend. In Wallonië zijn er zelfs gekende confreriën rond dit culinaire lekkers. Een zeer gekende kaastaart was destijds deze uit Wavre, van bij Fin Bec.

## Sport
Voetbalclub SK Ottenburg was aangesloten bij de KBVB en actief in de provinciale reeksen. Maar in 2009 ging het samen met streekgenoten VK Rode en VK Huldenberg op in OHR Huldenberg 'Ottenburg-Huldenberg-Rode'. Het voormalige terrein van de Ottenburgse club wordt nu gebruikt als tweede veld van OHR Huldenberg.

## Bekende inwoners
- In Ottenburg leefde gedurende zijn jeugd Paul Splingaerd, die later mandarijn werd in China. Over hem verschenen reeds enige publicaties.
- Michaël Van Droogenbroeck en Annelies van Herck zijn momenteel [(sinds) wanneer?] inwoners van Ottenburg.

## Nabijgelegen kernen
Wavre, Terlanen, Sint-Agatha-Rode
Deelgemeenten: Huldenberg · Loonbeek · Neerijse · Ottenburg · Sint-Agatha-Rode

Belgische gemeenten · Arrondissement Leuven · Vlaams-Brabant · Vlaanderen